# Lago Childir
El lago Childir (en turco: Çıldır; en armenio: Հիւսիսեան, (transliteración latina: Hiusisean); en georgiano: ჩრდილი, (transl. Chrdili,  que significa 'sombra'); en ruso: Чилдыр) es un gran lago de agua dulce de Turquía localizado en el límite entre las provincia de Ardahan y Kars, en la parte nororiental del país. Se encuentra en 41°02′33″N 43°15′19″E / 41.0425, 43.2552778, cerca del límite con Georgia y Armenia. El lago Childir se encuentra a una altitud de alrededor de 1900 m y está rodeada por una región montañosa. Tiene una superficie de 123 km² y una profundidad máxima de alrededor de 42 m. El agua del lago se usa para la irrigación.